# Coupe d'Angleterre de football 1977-1978
Navigation
Coupe d'Angleterre 1976-1977 Coupe d'Angleterre 1978-1979
La Coupe d'Angleterre de football 1977-1978 est la 97e édition de la Coupe d'Angleterre de football.
Ipswich Town remporte sa première Coupe d'Angleterre de football au détriment de Arsenal FC sur le score de 1-0, au bout d'une finale jouée dans l'enceinte du stade Wembley à Londres.

## Quarts de finale
| #      | Équipe 1             | Résultat | Équipe 2          | Date         |
| ------ | -------------------- | -------- | ----------------- | ------------ |
| 1      | Middlesbrough FC     | 0–0      | Leyton Orient     | 11 mars 1978 |
| 2      | West Bromwich Albion | 2–0      | Nottingham Forest | 11 mars 1978 |
| 3      | Wrexham              | 2–3      | Arsenal FC        | 11 mars 1978 |
| 4      | Millwall FC          | 1–6      | Ipswich Town      | 11 mars 1978 |
| replay | Leyton Orient        | 2–1      | Middlesbrough FC  | 14 mars 1978 |

## Demi-finales
| 8 avril 1978 | Ipswich Town                                        | 3–1 | West Bromwich Albion | Highbury, Londres                             |                                               |
| 15:00        | Tablot 8e (Mills), Mills 20e, John Wark 90e (Woods) |     | Brown 77e (pen.)     | Spectateurs : 50 922 Arbitrage : Clive Thomas | Spectateurs : 50 922 Arbitrage : Clive Thomas |

| 8 mars 1978 | Arsenal FC                              | 3–0 | Leyton Orient | Stamford Bridge, Londres |                      |
| 15:00       | Macdonald 15e (Stapleton), 18e, Rix 63e |     |               | Spectateurs : 49 698     | Spectateurs : 49 698 |

## Finale
| 6 mai 1978 | Arsenal FC | 0 – 1 | Ipswich Town | Stade de Wembley, Londres |                       |
| 15:00      |            |       |              | Spectateurs : 100 000     | Spectateurs : 100 000 |
| 15:00      | Rapport    |       |              | Spectateurs : 100 000     | Spectateurs : 100 000 |

- Ipswich Town remporte sa première Coupe d'Angleterre[1].